# Jeanette Thulin Claesson
Jeanette Helene Thulin Claesson, ogift Thulin, född 9 september 1975 i Sävedalen, Göteborgs och Bohus län, är en svensk-amerikansk kristen musiker och låtskrivare. Hon är syster till musikern Jonathan Thulin.
Som dotter till sångarevangelisterna Morgan Thulin och Helene Thulin, ogift Liljegren, växte hon upp med musiken och resandet. Fram till 1991 reste familjen i Sverige och därefter i USA. Redan vid tolv års ålder började hon skriva egna låtar.
Jeanette Thulin Claesson studerade vid Musikhögskolan i Göteborg och fortsatte sina musikstudier vid North Central University i Minneapolis USA. Under tiden hon studerade i Minneapolis var hon aktiv i NCU Chorale and Worship Live Worship Band som turnerade över hela USA, England, Sverige och Italien.
Musikledaren Jeanette Thulin Claesson har verkat i olika kyrkor i USA. Hon har lett körer och lovsångsteam i såväl USA som Sverige. Hon har gjort över 250 låtar, som blivit populära i ett flertal länder världen över. Hon arbetar som lovsångsledare i Harvest Church i USA.
Hon är gift med Andreas Claesson (född 1977), som arbetat vid Kanal 10 och är son till entreprenören Börje Claesson och Britt, ogift Bäckrud. Jeanette Claesson Thulin bor med sin man i Kalifornien.

## Låtar i urval
Enligt Christian Copyright Licensing International (CCLI)

- Always There
- Are You Ready To
- Be Still
- Before This Day Is Gone
- Blessed Calvary
- Changed Here In Your Presence
- Child Of God
- Don't Give Up
- Draw Me Near To You
- Embrace Me
- Eye Of The Storm
- Father's House
- God Is Always On Time
- God's Plan Will Prevail (med James Broxton)
- Hallelujah
- He Is The One
- He Will Make A Way
- Healing In Your Presence
- How Great You Are
- I Believe
- I Give You Thanks
- I Need You
- I Surrender
- I Thank You
- I Want Your Peace
- I Will Testify
- I Will Wait
- I've Been Set Free
- In Spirit And In Truth
- Jesus Makes Me Whole
- Jesus You're Amazing
- Joyful
- Lamb Of God
- Let Your Wind Blow
- Life To Me (med Jonathan Thulin)
- Lift Up Your Eyes
- Listen (A Call To Prayer) (med Samuel Thulin)
- Live Holy
- Music Is A Gift From God
- Never Ending Love
- Never Look Back
- No Matter
- No One Is Like The Lord
- None Like You
- Only By His Blood
- Only Jesus Saves (med Jonathan Thulin)
- Praise The Lord
- Ready
- Ruler Of Everything (med Wayne Starks)
- See Me For Who I Am
- Shine His Love
- Shout It Out
- Show Me Your Glory
- Step By Step
- There Is Power
- Until Now
- We Are Ready
- We Have Come
- Where Can I Go
- Who I Am In You
- Why Worry
- Wind Of Your Spirit
- You Are Christ
- You Are Not Alone
- You Brought Me Out
- Your Grace Covers My Mess
- Your Love